# No Big Deal
A No Big Deal című kislemez az amerikai-német származású Sydney Youngblood 1993-ban megjelent kislemeze a Just the Way It Is című albumról. A dal nem volt túl sikeres, csupán az angol kislemezlistára sikerült feljutnia, ott a 90. helyig jutott.

## Megjelenések
12"  BMG – 74321 15963 1
- A1	No Big Deal (Serious Mix) 6:05 Remix – The P 'N' T Tribe Of Soulsters
- A2	No Big Deal (New York Jazzy Hip Hop Mix) 5:12 Remix – Raw-Pulse
- B1	No Big Deal (Evo's RTV Mix) 6:07 Remix – Evolution
- B2	No Big Deal (Dub Mix) 4:14 Remix – One World

## Slágerlista
| Slágerlista (1993) | Legjobb helyezés |
| ------------------ | ---------------- |
| UK Singles Chart   | 90               |